# Miguel Gomes (cineasta)
Miguel Gomes (Lisboa, 1972) é um realizador português que se enquadra no grupo de cineastas, formados na Escola Superior de Teatro e Cinema do Instituto Politécnico de Lisboa, que desponta nos anos noventa do século XX. 
Inicia carreira nos primeiros anos da década seguinte. Trabalhando com um grupo de jovens produtores formados pela mesma escola, empenha-se, tal como vários outros realizadores dessa geração, na criação de filmes de autor, seguindo a tradição inovadora do cinema português, quer na sua vertente antropológica quer artística, tradição essa renovada nos anos sessenta pelo movimento do Novo Cinema, que em grande parte se inspira no Neorrealismo italiano e na Nova Vaga francesa.
Como outros dessa geração, favorecido pelos critérios regulamentares de apoio estatal às primeiras obras e graças ao dinamismo da jovem produtora que produziu todos os seus filmes O Som e a Fúria, num curto espaço de tempo será contemplado com vários prémios em festivais nacionais e internacionais. Mostras da sua obra são feitas na Áustria (Viennale), em 2008 e, em 2009, na Argentina (Bafici) e Espanha (Centro de Artes e Imaxes da Corunha) . 
O filme As Mil e Uma Noites , alegada docuficção, filme de seis horas em três "volumes" de cerca de duas horas cada, estreia em 2015 na Quinzena dos Realizadores de Cannes despertando considerável atenção junto do público e órgãos de informação pela sua originalidade e ousadia. Em 2024, foi premiado em melhor direção, no Festival de Cannes, pelo filme Grand Tour.  

## Biografia
Inicia a sua actividade profissional na imprensa como crítico de cinema, entre 1996 e 2000. Realiza a sua primeira curta-metragem em 1999 e a primeira longa-metragem em 2004.

## Reconhecimento
O filme Tabu, obteve os prémios da FIPRESCI (Federação International da Imprensa Cinematográfica) e da inovação (prémio Alfred Bauer) no Festival Internacional de Cinema de Berlim, em fevereiro de 2012.
Por Grand Tour, lançado em 2024, Gomes foi galardoado como melhor realizador (diretor), na 77.ª edição do Festival de Cinema de Cannes.

## Filmografia

### Curtas-metragens
- 1999 – Entretanto
- 2000 – Inventário de Natal
- 2001 – 31
- 2002 – Kalkitos
- 2003 – Cântico das Criaturas
- 2013 – Redemption

### Longas-metragens
- 2004 – A Cara que Mereces
- 2008 – Aquele Querido Mês de Agosto - Globo de Ouro (2009) para Melhor Filme
- 2012 – Tabu
- 2015 – As Mil e Uma Noites [7]
- 2021 – Diários de Otsoga

## Colaboradores recorrentes
| Membros de elenco e equipa técnica recorrentes (4 ou mais filmes) | Membros de elenco e equipa técnica recorrentes (4 ou mais filmes) | Membros de elenco e equipa técnica recorrentes (4 ou mais filmes) | Membros de elenco e equipa técnica recorrentes (4 ou mais filmes) | Membros de elenco e equipa técnica recorrentes (4 ou mais filmes) | Membros de elenco e equipa técnica recorrentes (4 ou mais filmes) | Membros de elenco e equipa técnica recorrentes (4 ou mais filmes) | Membros de elenco e equipa técnica recorrentes (4 ou mais filmes) | Membros de elenco e equipa técnica recorrentes (4 ou mais filmes) | Membros de elenco e equipa técnica recorrentes (4 ou mais filmes) | Membros de elenco e equipa técnica recorrentes (4 ou mais filmes) | Membros de elenco e equipa técnica recorrentes (4 ou mais filmes) |
| Colaborador                                                       | Entretanto (1999)                                                 | Inventário de Natal (2000)                                        | Trinta e Um (2001)                                                | Kalkitos (2002)                                                   | A Cara que Mereces (2004)                                         | Cântico das Criaturas (2006)                                      | Aquele Querido Mês de Agosto (2008)                               | Tabu (2012)                                                       | Redemption (2013)                                                 | As Mil e uma Noites (2015)                                        | Total                                                             |
| ----------------------------------------------------------------- | ----------------------------------------------------------------- | ----------------------------------------------------------------- | ----------------------------------------------------------------- | ----------------------------------------------------------------- | ----------------------------------------------------------------- | ----------------------------------------------------------------- | ----------------------------------------------------------------- | ----------------------------------------------------------------- | ----------------------------------------------------------------- | ----------------------------------------------------------------- | ----------------------------------------------------------------- |
| Sandro Aguilar (Produtor)                                         | Yes                                                               |                                                                   |                                                                   | Yes                                                               | Yes                                                               |                                                                   | Yes                                                               | Yes                                                               | Yes                                                               | Yes                                                               | 7                                                                 |
| Telmo Churro (Editor)                                             |                                                                   |                                                                   |                                                                   |                                                                   | Yes                                                               |                                                                   | Yes                                                               | Yes                                                               |                                                                   | Yes                                                               | 4                                                                 |
| Carloto Cotta (Ator)                                              |                                                                   |                                                                   | Yes                                                               |                                                                   | Yes                                                               |                                                                   |                                                                   | Yes                                                               |                                                                   | Yes                                                               | 4                                                                 |
| Bruno Lourenço (Assistente de realização)                         |                                                                   |                                                                   |                                                                   |                                                                   | Yes                                                               |                                                                   | Yes                                                               | Yes                                                               |                                                                   | Yes                                                               | 4                                                                 |
| António Lopes (Editor de som)                                     |                                                                   |                                                                   |                                                                   |                                                                   | Yes                                                               |                                                                   | Yes                                                               | Yes                                                               |                                                                   | Yes                                                               | 4                                                                 |
| Miguel Martins (Editor de som)                                    |                                                                   | Yes                                                               | Yes                                                               |                                                                   | Yes                                                               | Yes                                                               | Yes                                                               | Yes                                                               |                                                                   | Yes                                                               | 7                                                                 |
| Vasco Pimentel (Som)                                              |                                                                   |                                                                   |                                                                   |                                                                   | Yes                                                               |                                                                   | Yes                                                               | Yes                                                               |                                                                   | Yes                                                               | 4                                                                 |
| Rui Poças (Cinematógrafo)                                         | Yes                                                               | Yes                                                               |                                                                   |                                                                   | Yes                                                               | Yes                                                               | Yes                                                               | Yes                                                               |                                                                   |                                                                   | 6                                                                 |
| Mariana Ricardo (Atriz, argumentista e diretora musical)          | Yes                                                               |                                                                   | Yes                                                               |                                                                   | Yes                                                               | Yes                                                               | Yes                                                               | Yes                                                               | Yes                                                               | Yes                                                               | 8                                                                 |
| Luís Urbano (Produtor)                                            |                                                                   |                                                                   |                                                                   | Yes                                                               |                                                                   |                                                                   | Yes                                                               | Yes                                                               | Yes                                                               | Yes                                                               | 5                                                                 |